# Stadion Aleksandar Schalamanow
Das Stadion Aleksandar Schalamanow ist ein Fußballstadion in der bulgarischen Hauptstadt Sofia im gleichnamigen Stadtviertel. Der Fußballverein Slawia Sofia bestreitet seine Heimspiele in diesem Stadion.

## Geschichte
Das Stadion ist Eigentum der Stadt Sofia und wurde im Jahr 1930 eröffnet. Momentan besitzt es 25.556 Plätze. Das Stadion wurde in den Jahren 1997, 2001 und 2004 teils renoviert. Gelegentlich bestreitet auch die bulgarische U-21-Nationalmannschaft ihre Heimspiele in diesem Stadion.
Im Oktober 2021 benannte Slawia Sofia das Stadion nach dem verstorbenen Aleksandar Schalamanow.